# Hellenistische alchemie

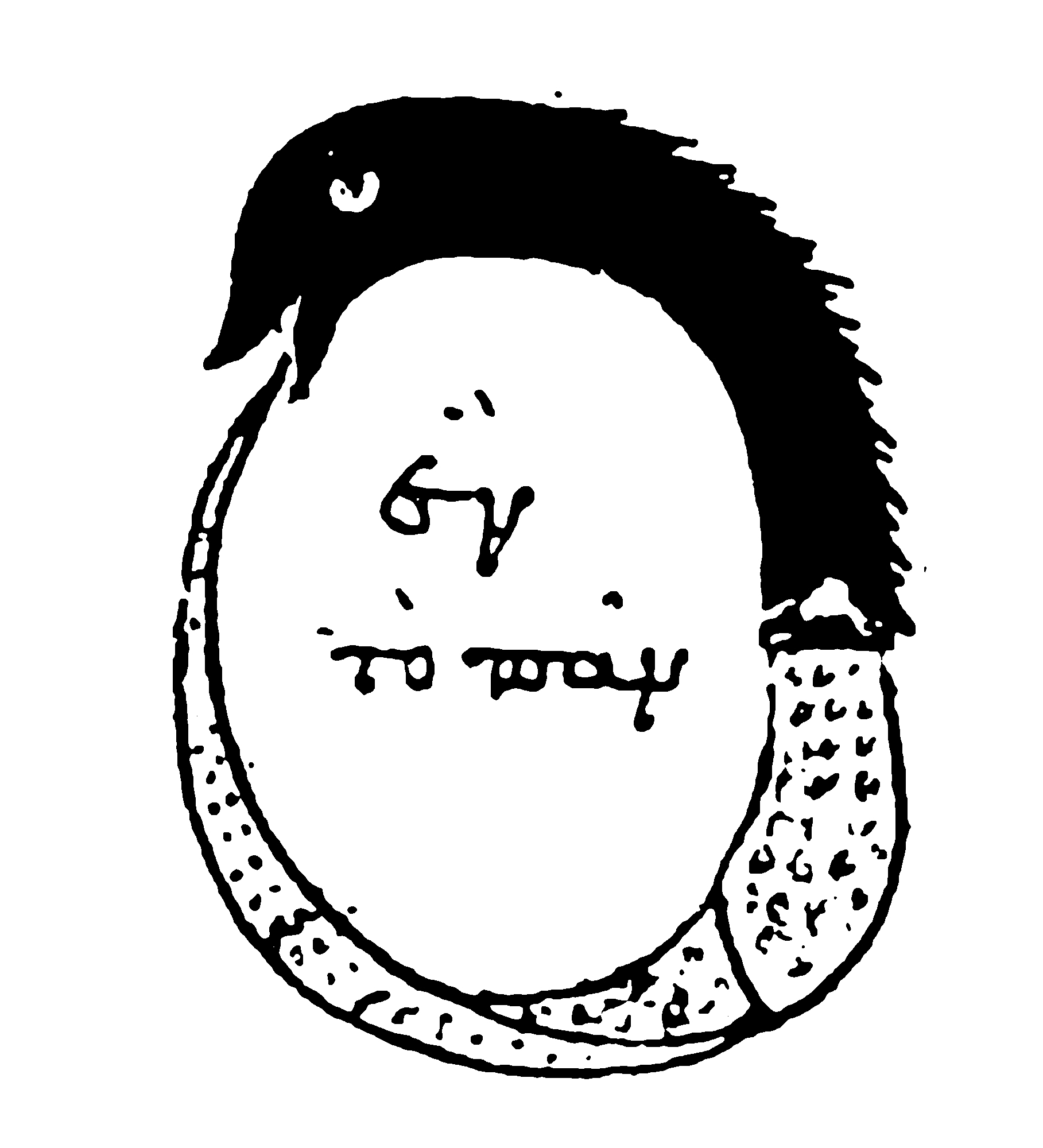
De bekende ouroboros, oftewel de slang die in zijn eigen staart bijt. De Griekse tekst luidt: hen to pan, 'Een het Al'. Het staat wellicht voor transmutatie en het idee dat een substantie de basis vormt voor alle materie. Uit Marcianus graecus 299, fol. 188v.

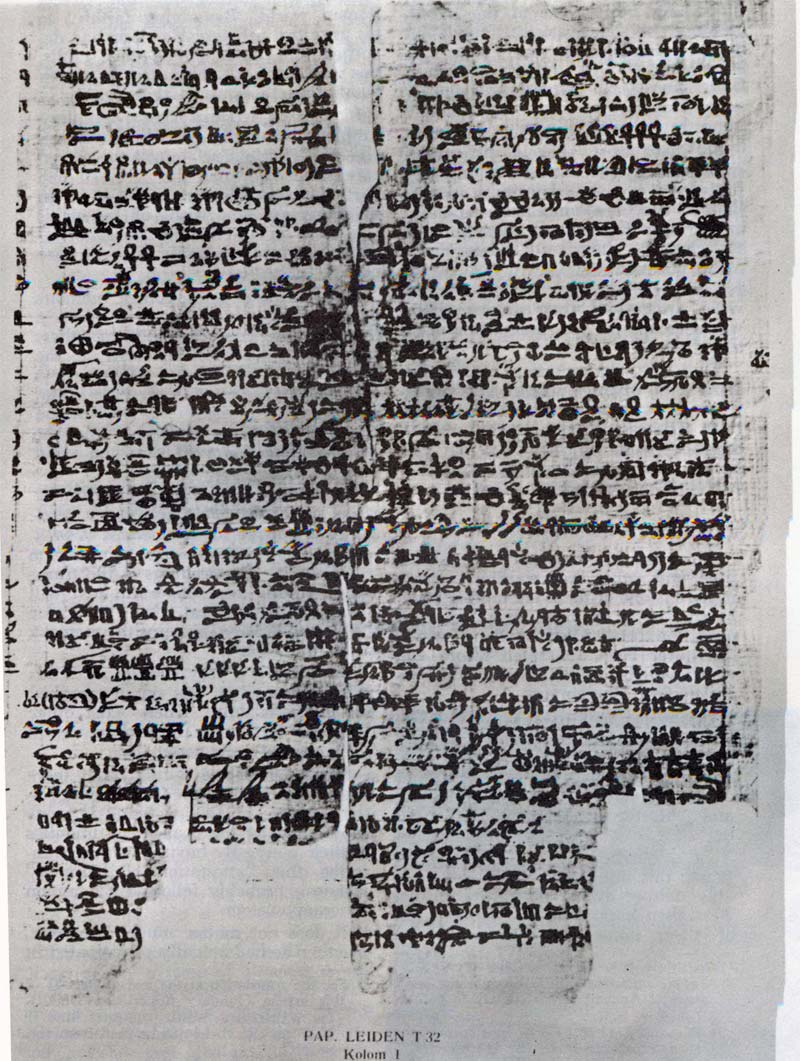
Leiden-papyrus.

Hellenistische alchemie was een oude tak van de natuurfilosofie waarbij geleerden en ambachtslieden op speculatieve wijze materie onderzochten. Die studie kwam in de late oudheid op gang in Egypte. Centra waren wellicht Neder-Egyptische steden en met name Alexandrië, waar de eerste praktijken zich vermoedelijk afspeelden in werkplaatsen die verbonden waren aan tempels. In de eerste eeuwen van onze jaartelling was Egypte een smeltkroes van culturen, tradities en wetenschappelijke uitwisselingen. Vandaar dat de term 'hellenistisch' gebruikt wordt, en niet 'Grieks', om ongewenste, etnische connotaties te vermijden. De overgeleverde teksten zijn niettemin in het Grieks, en richten zich nu eens op religieus-filosofische aspecten, dan weer op chemisch-technische.

## Aanduiding
De woorden alchemie en chemie zijn verwant en gaan (via het Arabisch) terug op de oudheid. Toch worden zij maar weinig gebruikt om het vak mee aan te duiden. In plaats daarvan spreken auteurs vaak van een kunst, ook wel goddelijke of heilige kunst genoemd.

## Overlevering
Van de vroegste alchemisten is niet veel bekend. Als er al teksten zijn overgeleverd, dan gaat het om fragmenten, en daar worden nog al eens namen aan verbonden die niet kloppen. In de loop der tijd ging veel materiaal verloren, door bijvoorbeeld waterschade, brand of geweld, maar in het algemeen ook omdat de gebruikte schriftdrager papyrus was, dat nogal kwetsbaar is. Daarnaast werd de bewaarkans nog verkleind doordat het niet zelden gebruikshandschriften betrof. Ook kan het zijn voorgekomen dat aanvankelijk bewaard materiaal later bijvoorbeeld door Byzantijnse of Arabische geletterden niet meer goed begrepen werd, wat tekstcorruptie in de hand werkt.
De toegankelijkheid van bronmateriaal is niet optimaal. De oudste teksten zijn tot ons gekomen via de Byzantijnse en Arabische cultuur. Veel klassieke teksten werden door moslims in het Arabisch vertaald in met name de achtste eeuw, en zijn alleen in vertaling gekend. Lang niet al het Arabische materiaal is echter vertaald en geëditeerd. Een voorbeeld is bepaald werk van de wiskundige en astronoom Menelaos van Alexandrië (70 - 140).

## Invloeden
Belangrijk voor de alchemie was een praktische toepassing én een (natuurfilosofische) theoretische basis. Wat dat betreft ontstond de hellenistische alchemie uit een verscheidenheid aan stromingen en tradities, te weten praktische kennis van handwerklieden en tempelpriesters, de aristotelische en stoïsche materietheorie, het gnosticisme, Babylonische ('Chaldeeuwse') astrologie en Egyptische mythologie (of, zo men wil, religie).

### Praktisch
Onderwerpen in de vroege, alchemistische teksten zijn bijvoorbeeld metallurgie, glasmakerij, kleurstoffen en brouwen. Naast abstracte, natuurfilosofische beschouwingen zijn er enkele bronnen van voor onze jaartelling waarin quasi-alchemistische passages voorkomen over bijvoorbeeld de eigenschappen van bepaalde mineralen, over glas en over hoe bepaalde dingen te maken. Voorbeelden zijn Sotakos (fl. 300 v.Chr., alleen bekend via Plinius), Epikouros van Samos (340-269 v.Chr.), Chrusippos van Soloi (280-206 v.Chr.), Poseidonios van Apamea (100 - 50 v.Chr.), Strabo van Amaseia (63 - ca. 21 v.Chr.), Anaxilaos van Larissa (fl. 40 - 10 v.Chr.), Dioskourides van Anazarbos (fl. tussen 40 en 50) en Theophrastos (370 - 286 v.Chr.). Laatstgenoemde was de opvolger van Aristoteles. Een stukje over glas uit zijn werk luidt bijvoorbeeld als volgt:
'And if glass is formed, as some say, from vitreous earth, this too is made by firing. The most peculiar earth is the one mixed with copper, for in addition to melting and mixing, it also has the remarkable power of improving the beauty of the color [reeds in de vierde eeuw v.Chr. vermeld door Theopompos van Chios; probably zinkoxide toegevoegd voor brons].'
Vooral binnen priesterlijke context in Egypte speelde de fabricage van edelmetalen, edelstenen en hooggewaardeerde kleurstoffen zoals purper een belangrijke rol. Van dergelijk tempelhandwerk getuigen de Leiden-papyrus en de Stockholm-papyrus.

### Egyptische mythologie

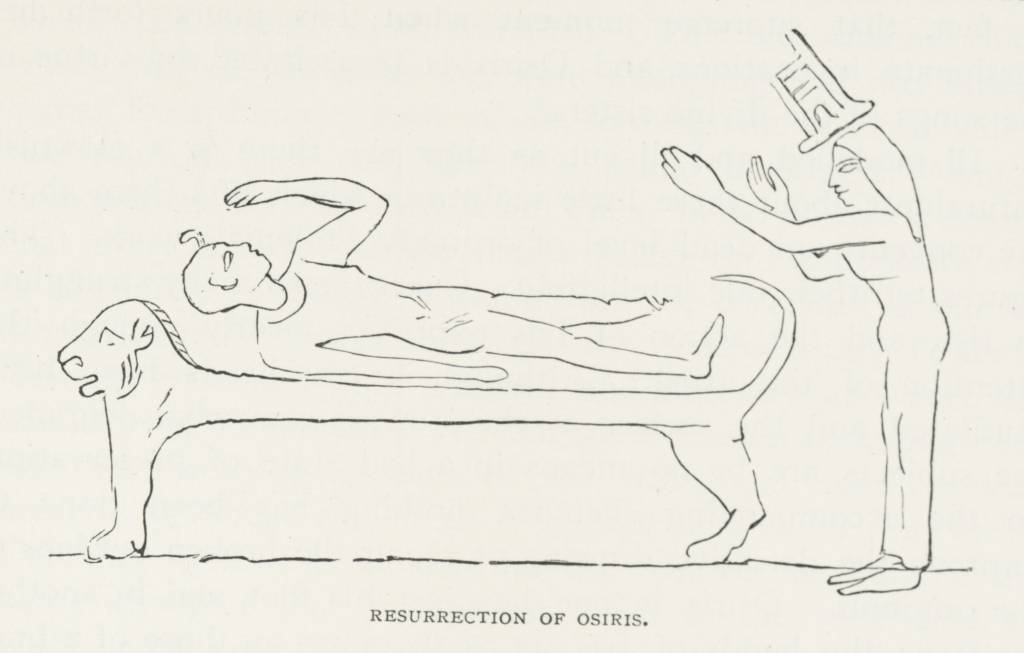
Resurrection of Osiris (1890).

Diverse aspecten uit de Egyptische mythologie werden overdragen op de alchemistische voorstellingswijze. Voorbeelden hiervan zijn het idee dat de basis van materie iets heiligs was, seksualiteit bij materie (het verenigen van delen) en de gedachte dat de mens meehielp aan het werk van de natuur. Tot slot was de Isis-Osiris-mythe van belang. Daarin wordt verhaald dat Osiris, een oude aard- en vegetatiegod, doodgaat en weer tot leven gewekt wordt, een proces dat voor de Egyptenaren het zakken (droogte) en stijgen (vruchtbaarheid) van het Nijlwater symboliseerde. Dit proces van leven en dood werd door alchemisten overgenomen in hun benadering van de uit te voeren handelingen. Materie diende teruggebracht te worden tot een primitieve oftewel dode staat, om vervolgens op nauwkeurige wijze weer tot leven gewekt te worden in een zuivere staat (voor de vroegere lezers klonk dit ook erg abstract).

### Gnosticisme
Het gnosticisme was meer van invloed op het hermetisme, waarvan de leer niet echt van directe invloed was op de alchemistische theorievorming. Desondanks leverde het gnosticisme wel de notie op dat door middel van alchemistische procedures materie 'verlost' wordt, of dat de 'geest' uit de materie verlost wordt. Met andere woorden, men probeerde materie beter, perfecter, zuiverder te maken. Ook is Zosimos van Panopolis (zie verderop) zonder twijfel door gnosticisme beïnvloed. Hij stelt dat andere, bekritiserende alchemisten het tinctuur op de verkeerde manier maken, waarbij ze door hun onwetendheid misleid worden door daimons. Een alchemist heeft dus een scherp inzicht nodig met veel (hogere?) kennis. Zosimos voegt vervolgens zelfs een gnostisch verhaal toe over de zondeval van de mens.

### Babylonische astrologie
Via de Babylonische astrologie, al actief bedreven in de negende eeuw v.Chr., verspreidde de kennis zich dat er zeven planeten waren, waarvan sommige mannelijk, andere vrouwelijk waren. Zo figureren de mannelijke en vrouwelijke maan en zon als paar ook duidelijk in de Babylonische mythologie. De planeten werden ook als verbonden beschouwd met de zeven toentertijd bekende metalen.
1. ijzer - Mars -
2. tin - Jupiter -
3. koper - Venus -
4. lood - Saturnus -
5. kwik - Mercurius -
6. zilver - Maan -
7. goud - Zon -

### Natuurfilosofie

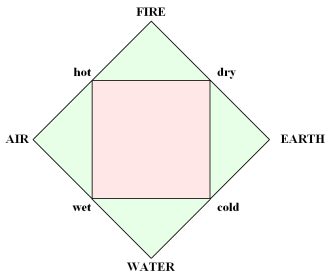
De vier elementen met de vier principes volgens Aristoteles.

Het denken over materie, de aard, vorm en het ontstaan ervan was een serieus filosofisch onderwerp sinds de presocraten. In genoemde periode bestonden twee rivaliserende theorieën over de samenstelling van materie. De eerste en oudste stelde dat alle materie was opgebouwd uit vier oerelementen, namelijk water, lucht, aarde en vuur. Vooral Empedokles (492 v.Chr. - 432 v.Chr.) vertegenwoordigde deze visie in een vroeg stadium. De tweede theorie, vooral bekend van Demokritos, stelde dat alles was opgebouwd uit ondeelbare deeltjes, atomen. In beide theorieën golden materiaaleigenschappen zoals kleur en glans slechts als secundair. Bij de elemententheorie hingen zij af van de precieze samenstelling van de elementen. Bij de atoomtheorie hingen zij af van de gesteldheid van de atomen. Materie werd echter niet gezien als iets wat eens en voor altijd vast stond: een stof kon veranderen, en dat gold ook voor eigenschappen. Dat was ook niet raar, omdat pottenbakkers, smeden en broodbakkers hun producten zowat voor zich zagen veranderen. Men achtte het dus mogelijk om bijvoorbeeld metalen een andere kleur en glans te geven, of om verfstoffen en kunstedelstenen te maken. Hoewel de niet onbelangrijke basis dus natuurfilosofisch was, bleef alchemie uiteindelijk een praktische, artisanale bezigheid.
De filosofische basis was globaal als volgt. Over vorm en substantie deden filosofen als Plato en Aristoteles reeds de nodige uitspraken. Zo beschouwde Plato de elementen als bepaalde veelvlakken die waren opgebouwd uit driehoeken. Elementaire transformatie betekende hun herschikking. De secundaire eigenschappen werden dan veroorzaakt door hun vorm (Timaios 52-64). Aristoteles' visie was anders. De vier elementen kwamen voort uit de principes koud-warm, nat-droog. In alle stoffen zat iets van de betrekkelijk neutrale vier elementen, en de secundaire eigenschappen werden vervolgens verbonden aan de stof. De stof bestond uit materie en vorm, waarbij moet worden opgemerkt dat onder stoïsche invloed vorm ook vervangen kon worden door pneuma. Vandaar het uiteindelijke onderscheid in de alchemie tussen lichaam en geest/ziel. Voorts werd volgens Aristoteles de transformatie van één stof naar een ander teweeggebracht door een verschuiving in de balans tussen de vier principes. Vervolgens stelde hij ook in zijn Meteorologia dat uit de aarde twee 'uitwasemingen' (anathumiaseis) ontsnapten, die verantwoordelijk waren voor met name de groei van mineralen en metalen in de aarde. Die blijven overigens nogal abstract: het betreft een vochtige damp en een warme rook. In hoofdstuk 6 van boek I schrijft de filosoof:
'We maintain that there are two exhalations, one vaporous the other smoky, and there correspond two kinds of bodies that originate in the earth, 'fossiles' and metals. The heat of the dry exhalation is the cause of all 'fossiles'. Such are the kinds of stones that cannot be melted, and realgar, and ochre, and ruddle, and sulphur, and the other things of that kind, most 'fossiles' being either coloured lye or, like cinnabar, a stone compounded of it. The vaporous exhalation is the cause of all metals, those bodies which are either :fusible or malleable such as iron, copper, gold. All these originate from the imprisonment of the vaporous exhalation in the earth, and especially in stones. Their dryness compresses it, and it congeals just as dew or hoar-frost does when it has been separated off, though in the present case the metals are generated before that segregation occurs. Hence, they are water in a sense, and in a sense not.'

## Vroege alchemisten
Alchemistische traktaten zijn onder meer toegeschreven aan Hermes Trismegistus, Isis, Agathodaimon, Cleopatra en de filosoof Demokritos (bekend als pseudo-Democritus). Andere namen zijn Ostanes, Alexander van Aphrodisias, Maria de Jodin en Zosimos van Panopolis (thans Achmim). Het wordt vermoed dat achter pseudo-Democritus Bolos van Mendes (eerste eeuw) schuilt, die dan de eerste was die Griekse theorie samenbracht met Egyptische praktijk, waarmee de alchemie (zoals we die althans in de westerse traditie kennen) begon. Hoe het ook zij, het hoofdwerk van die pseudo-Democritus stamt uit de late eerste eeuw en draagt als titel Physika kai mystika. Het is de oudste alchemistische tekst. Door ongewenste, moderne connotaties bij mystika kan de titel het best vertaald worden als 'natuurlijke en geheime dingen'. De tekst bevat praktische recepten rondom goud, zilver, edelstenen en kleurstoffen, die doen denken aan bijvoorbeeld de Leiden-papyrus. Niet minder praktisch is het fragmentarisch bewaard gebleven materiaal van eerdergenoemde Maria, van wie we het eau-bain-marie-procedé kennen. Zij vond ook het zogeheten kerotakis-apparaat uit, waarmee men stoffen in dampvorm op metalen kon laten inwerken. In de vroege alchemistische teksten worden zo nog tachtig verschillende hulpmiddelen vermeld.

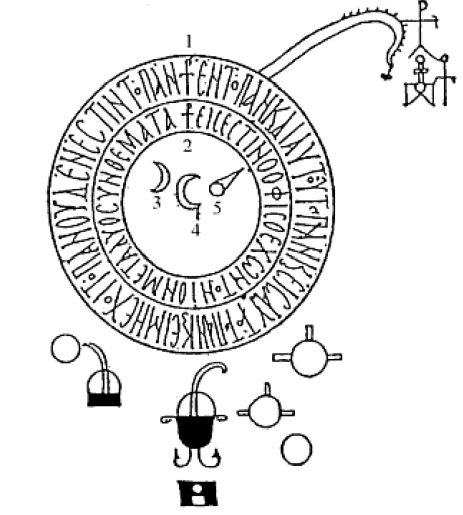
Gestileerd figuur uit een vroege alchemistische tekst over make-up, gewichten en maten, toegeschreven aan Cleopatra. Eerste eeuw. 1. Tekst: 'Een is Al, en Al is door Een, en Al is voor Een, en als men Al niet bevat, dan is Al niets'. 2. Tekst: 'De slang is Een dat de ios heeft in twee samenstellingen'. 3. Symbool voor kwik. 4. Symbool voor zilveren vulling. 5. Symbool voor goud.
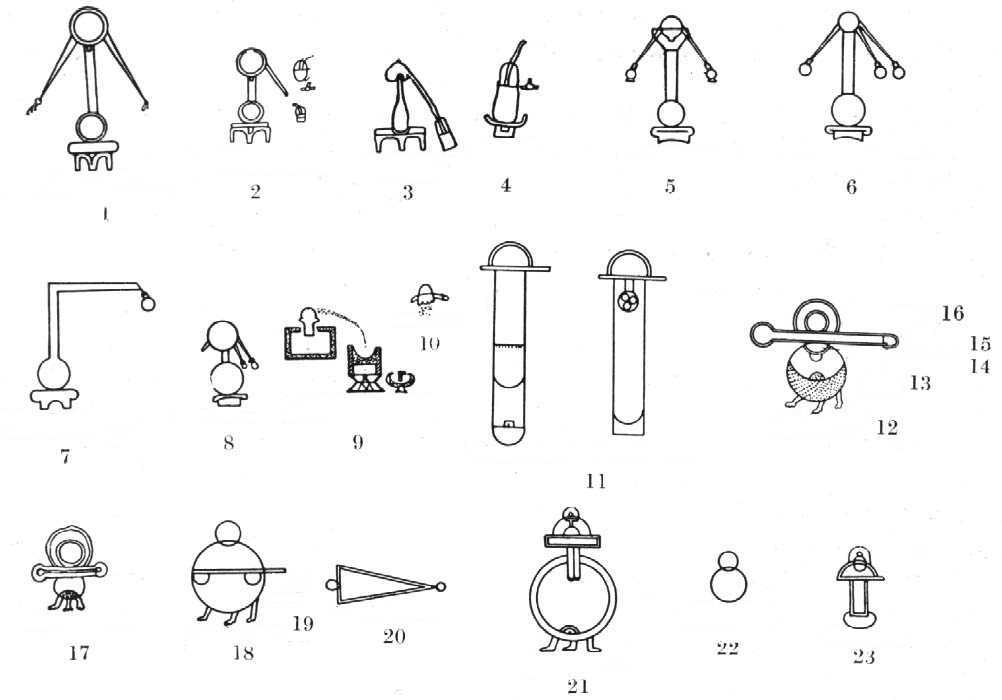
Illustraties van Alexandrijnse, chemische instrumenten, uit een tiende- of elfde-eeuws handschrift in Sint Marcus, Venetië.[17] De lange cilinder in de middelste rij is een kerotakis, waarbij metaal bovenin bevestigd werd, waar zich dampen verzamelden door een hittebron onderaan.

De belangrijkste en best bekende auteur is echter Zosimos, actief rond het jaar 300, een periode waarin de transmutatie van onedele metalen in goud en zilver op de alchemistische agenda kwam te staan (zie Chrysopoeia). Zosimos is van belang, omdat hij een alchemistische encyclopedie maakte die gebaseerd was op het werk van zijn voorgangers, maar waarin ook laboratoriumervaringen beschreven worden. Hij schrijft in lovende bewoording over Maria's verdiensten voor de alchemie. Interessant is ook dat hij in zijn geschriften verwijst naar 'andere scholen' van de alchemie. Hoewel daar verder niets van bekend is, geeft dit wel aan dat er redelijk wat activiteit bestond rondom alchemie. In het bewaard gebleven materiaal laat Zosimos alchemistische termen vallen en stijlkenmerken zien die typerend zouden blijven voor de latere alchemie. Hij laat een degelijk programma zien, in plaats van losse recepten, hij beschrijft een alchemistisch apparatus, hij gebruikt allegorie en Decknamen (schuiltermen) voor alchemistische begrippen of stofnamen en spreekt van een tinctuur waarmee de transmutatie bewerkstelligt zou moeten kunnen worden. Een illustratie is het volgende fragment:
'My lady, not everyone thinks yellowing follows directly after whitening, for the white compound being refined generally turns into the yellow compound […]. Some do something extra besides these, for :they let it cool and then pour and smooth out the yellow sulfur-water in the sun, for the instructed number of days, and after that they boil and cook it[…]. The “destroyed” sulfur-water, which has two parts :lime and one part sulfur, boiled in a pot and filtered off, and boiled again, this is the sulfur-water which is cast for two colors.' [P.Leyden X 89 bevat hetzelfde recept]